# WST Pro Series
La WST Pro Series è un torneo di snooker valido per il Ranking che si disputa dal 2021 a Milton Keynes, in Inghilterra.

## Albo d'oro
| Anno | Primo classificato | Secondo classificato | Stagione  | Città         | Impianto   | Note  |
| ---- | ------------------ | -------------------- | --------- | ------------- | ---------- | ----- |
| 2021 | Mark Williams      | Ali Carter           | 2020-2021 | Milton Keynes | Stadium MK | [ 2 ] |